# Blodikter
Blodikter (Schistosoma) er en slægt af parasistiske fladorme. De forårsager sygdommen bilharziose som anses for den næstmest alvorlige parasitsygdom på verdensplan efter malaria med over 200 millioner inficerede mennesker og anslået 20.000-200.000 dødsfald per år.
De voksne fladorme lever afhængig af arten i blodkapilærer i enten tarmkrøset (mesenterium, bindevævet der omslutter tarmene) eller ved urinblæren. De er unikke blandt fladorme ved at der er markant forskel på hanner og hunner. Deres æg bliver afhængig af arten udskilt med enten fæces eller urin. Larven skal passere gennem en mellemvært som er snegle som lever i ferskvand før det næste larvestadie kan inficere pattedyr ved at trænge gennem huden.